# Неркин-Шоржа
Неркин-Шоржа (арм. Ներքին Շորժա) — село в Армении в марзеГегаркуни́кв районе города Варденис.

## География
Село расположено в 15 км на юг от города Варденис и в 20 км на юго-восток от озера Севан.

## История
Прежнее название села: до 1995 года Ашагы-Шорджа (азерб.).
В Российской империи село Неркин-Шоржа поначалу входило в состав Гёгчайского округа Эриванской провинции Армянской области. В начале XX века жители селения в ходе межнационального конфликта были вынуждены его покинуть. Однако, в 1920-х годах после урегулирования конфликта советская власть снова заселила эти места азербайджанцами. Неркин-Шоржа являлось пограничным селением с Кельбаджарским районам Азербайджанской ССР.
Карабахский военный конфликт, начавшийся в 1988 году, снова привел к этническим противостояниям в регионе. Азербайджанское население было вынуждено оставить населённые пункты вокруг города Вардениса.

## Население
В советское время основным населением Неркин-Шоржа были представители азербайджанской национальности. В начале Армяно-Азербайджанского конфликта в 1988 году азербайджанцы были вынуждены оставить селение, и их заменили армяне — беженцы из Азербайджана. Однако, затем и они покинули селение из-за спада экономики и отсутствия рабочих мест в данном регионе. На современном этапе село практически исчезло: большинство домов разобраны и распроданы по частям, от жилищ прежних жителей остались одни фундаменты. В целостности сохранились лишь два десятка домов, в которых проживают в основном люди пенсионного и предпенсионного возраста.
Численность населения: 1500 человек на 1 декабря 1988 г., 127 человек на 1 января 2010 г., 12 человек на 1 января 2012 г.

## Экономика
В советское время, как по всему Варденисскому району, так и в этом селении занимались животноводством и выращиванием табака. Однако, затем вся инфраструктура села было разрушена предприимчивыми дельцами каменного бизнеса, который в Армении очень распространён и является прибыльным делом. Таким образом, к 2015 году в селе нет экономики, оставшиеся несколько жителей живут за счет небольшой пенсии и своего натурального хозяйства.

## Достопримечательности
Неркин-Шоржа расположено на холме Варденисских гор; с окраины селения можно увидеть озеро Севан. В самом селе сохранились следы древней истории человечества в этом регионе Армении. Кроме того, селение со всех сторон окружено живописной природой, характерной для всего бассейна озера Севан, в народе называемой Долиной цветов. Оно также окружено высокими и вечнозелёными горами, на вершине которых всегда лежит снег.